# Saccharum giganteum
Saccharum giganteum är en gräsart som först beskrevs av Thomas Walter, och fick sitt nu gällande namn av Christiaan Hendrik Persoon. Saccharum giganteum ingår i släktet Saccharum och familjen gräs. Inga underarter finns listade i Catalogue of Life.

## Bildgalleri

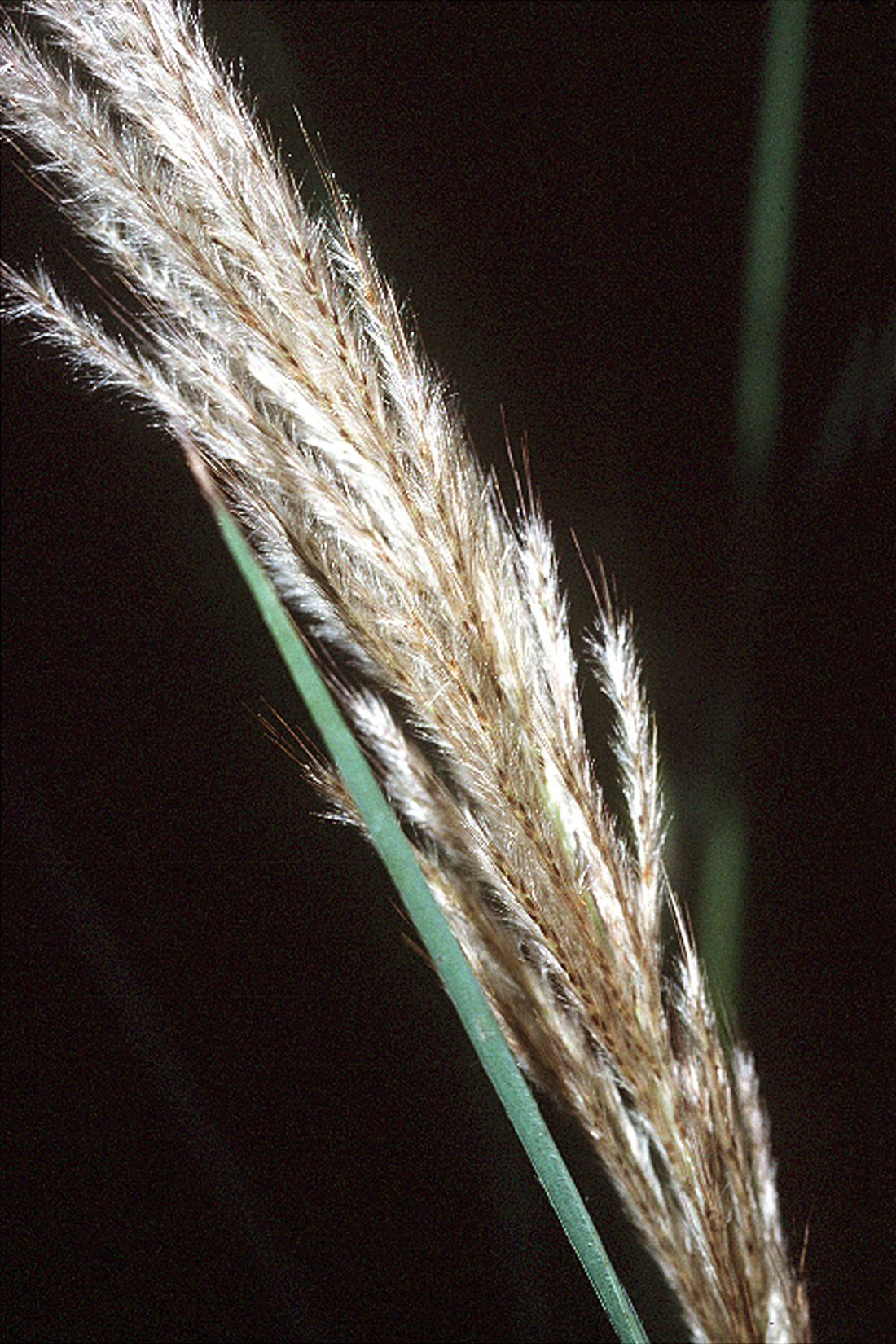